# Mount Benkert
Mount Benkert är ett berg i Antarktis. Det ligger i Västantarktis. Chile och Storbritannien gör anspråk på området. Toppen på Mount Benkert är 55 meter över havet.
Terrängen runt Mount Benkert är platt åt sydost, men åt nordväst är den kuperad. Trakten är obefolkad. Det finns inga samhällen i närheten.